# Slakkenhuiszakdrager
De slakkenhuiszakdrager (Apterona helicoidella) is een vlinder uit de familie zakjesdragers (Psychidae). De wetenschappelijke naam van deze soort is voor het eerst geldig gepubliceerd in 1827 door Vallot.
De soort komt voor in Europa.